# Kárpáti Károly (tanár)
Kárpáti Károly, 1877-ig Schlosjarik (Besztercebánya (Zólyom vármegye), 1851. szeptember 14. – Szeged, 1921. október 15.) bölcseleti doktor, főreáliskolai tanár, irodalomtörténész.

## Élete
Gimnáziumi tanulmányait szülővárosában, az egyetemieket Bécsben és Budapesten végezte. Az utóbbi egyetemnél szerzett tanári oklevelet, 1876-ban pedig elnyerte a bölcseletdoktori fokozatot. 1873-tól a soproni állami főreáliskola tanára volt. Élénk tevékenységet fejtett ki a közművelődési és egyesületi téren, mint a soproni színpártoló egyesület egyik alapvetője és a soproni irodalmi és művészeti körnek 1877-től 1882-ig főtitkára, azontúl másodelnöke, majd elnökhelyettese és elnöke, ahol emberül küzdött a magyarosodásért és Sopronnak nemzeti művelődéséért. Schlosjarik családi nevét 1877-ben változtatta Kárpátira.
Munkatársa volt a Magyar Nyelvőrnek és Figyelőnek, különösen az Ujvári Béla és Moller Ede által szerkesztett Külföldnek. Cikkei a Fővárosi Lapokban (1877. Gyöngyösi István Murányi Venusa); a Koszorúban (IV. 1880. A murányi Venus Petőfinél és Tompánál); a Magyarország és a Nagyvilágban (1879. Frankenburg Adolf); a soproni irodalmi és művészeti körben tartott felolvasásai a Sopronban jelentek meg. Programértekezései a soproni főreáliskola Értesítőjében (1884. Ulber jubileuma 1883. decz. 8., 1885. Ünnepi beszéde a koronázás évfordulója alkalmából, Köpe Dezső emlékezete); a Győri Közlönyben (1890. 137. sz. Töredék Tóth Ede naplójából.)

## Munkái
- A murányi Venus a magyar költészetben (Irodalmi kisérlet) Sopron, 1880
- Német nyelvtan. Gymnasiumok, reáliskolák, kereskedelmi középiskolák, polgári és felső leányiskolák használatára. Bpest, 1889 (Fleischhacker M. Fridolinnal együtt. 2. jav. és bőv. kiadás. Uo. 1895)
- Német olvasókönyv szótárral, középiskolák számára. Uo. 1893-94, három kötet (Fleischhacker M. Fridolinnal együtt)
- Soproni m. kir. állami főreáliskola története. Sopron, 1896

Szerkesztette a soproni irodalmi és művészeti kör Emlékkönyvét (Sopron, 1892, ebben a kör történetét írta meg)